# 53468 Varros
53468 Varros este un asteroid din centura principală de asteroizi.

## Descriere
53468 Varros este un asteroid din centura principală de asteroizi. A fost descoperit pe 2 ianuarie 2000 la Gnosca de Stefano Sposetti. Asteroidul prezintă o orbită caracterizată de o semiaxă mare de 2,22 ua, o excentricitate de 0,07 și o înclinație de 2,8° în raport cu ecliptica.